# طالب عبد العزيز
طالب عبد العزيز عبد الله هو شاعر عراقي ولد في ابي الخصيب بالبصرة عام 1953 ويعد من أهم الشعراء العراقيين من جيل ثمانينات القرن العشرين، إذ برز في كتابة قصيدة النثر ويعد أحد العلامات الفارقة في تجربة الشعر العراقي فيما يخص هذا النوع من الكتابة.
تقول الناقدة الدكتورة بشرى البساني عن الشاعر: «إن خيال الشاعر طالب عبد العزيز، وخيال الشعر الأصيل عموما لا يحضر أثناء الكتابة حسب، لأنه يعيش التجربة طويلا قبل إنجازها، يتفاعل معها، يشتغل بتفاصيلها في طبقات الوعي العميقة أو ما كانت تسمى باللاوعي، ثم ينتجها بحرية كاملة، حرية تمارس وعيها في فضاءات حرة ترفض كل أنواع التبعية سواء أكانت التبعية للتدين ام للسياسة أم الايدولوجيا؛ لأنها حرية نابعة من الداخل وليس من المصطلحات والمفاهيم، وهو بهذه الحرية يسبر غور الوجود وغور الموجود ويسبر غور ذاته معا، وهو في مسيرة السبر هذه يكتشف كل يوم جديدا في هذه الاقانيم ليشكل شعره من خلال رؤية تتسم بالقوة والتوازن في بناء القصيدة، قوة زمنية يستمدها من براءة الخلق الأول الذي أدركه معرفيا حيث النعيم مطلق والحرية شمولية، والتواصل أثيري دون أعباء تكبله، وتوازن متأتٍ من التوجه بهذه القوة العارفة نحو البرهة الحاضرة لإعادة تشكيلها فنيا برؤية جديدة بعيدا عن تشنجات الوعي الشقي الذي يعاني منه كثير من الشعراء والفنانين».
ويقول الشاعر كاظم الحجاج عن شعر طالب عبد العزيز: «منذ قصيدته (العشاء الأخير) حجز طالب عبد العزيز لنفسه كرسياً في حديقة الشعرية العراقية الرائدة دوماً بمنجزها. وكان كرسيه في الواجهة مباشرة. فكيف فعل ذلك؟ مع أن القصيدة تلك، لم تكن معي الآن ولا في أثناء تخطيط هذا التقديم، غير إني الآن أستطيع تلمس فرادتها في قصائده اللاحقة التي أملك الآن وحتى مجموعته الرائدة كذلك (تاريخ الأسى) بغداد 1994»
للشاعر اربع مجاميع شعرية وكتاب واحد في النثر:
- تاريخ الأسى، عام 1994 عن دار الشؤون الثقافية بغداد.
- ما لا يفضحه السراج، عام 1999 عن دار ألواح في إسبانيا.
- تاسوعاء عن دار عبادي للدراسات والنشر في صنعاء.
- الخصيبي عن دار الشؤون الثقافية بغداد 2012.
- قبل خراب البصرة دار آراس اربيل 2012.

من أشعاره
احدهم كانت يده مضيئة
غطَّته ُالسَّحابةُ الكبيرةُ،
لم يعدْ في القمرِ نورٌ يكفي
فاتخذتُ يدي هادياً، أتلمسُ الطريقَ
إلى البيتِ،
قدمي أيضاً، كانت تُعينني على سَمْتِ الأرضِ
وأمْتها، لكني كثيراً ما
أخطأتُ موضع َ الحجارةِ، تلك َ
التي كنتُ أتخطاها في النَّـهار.
أغصانُ غَرَبٍ وخيالُ من سدّرةٍ هنا
سعفٌ وزوائدُ قصبٍ
كانت تجمعها يدي فأمرُّ، غيرَ واثق ٍ،
مستعيناً بالسِّياجِ الطينِ، صِرتُ لِصقهُ
حتى أني شممتُ رائحةََ العَفن ِ
في التُّرابِ على قميصيَ الليلي.
قناطرَ من ظلالٍ تخطيتُها، قافزاً
خِلتها تِرعاً، سواقيَ تُروى في النَّهار
لمْ يُفزعْني طائرٌ الظلمةِ التي كانت ترين
فتجاوزتُ الشجرَ والجداولَ والظلال َ
إلى البابِ،
كانتِ الأبقارُ سوداءَ بما يكفي
في الظلام، كذلكَ الإوز ُ
وزوجا الأرانبِ البيضاوانِ.
ظلَّ النور ُ هامدا ً هناكَ..في الأعالي
لا أعلمُ كمْ سحابةٍ غطّتِ القمرَ الليلةَ تلك
قبل أنْ يصْحَبني أحدُهم،
كانَت يدهُ مضيئة ً بما يكفي
لأتبيَّنَ طريقيَ إلى السرير.